# Wilcza Skała

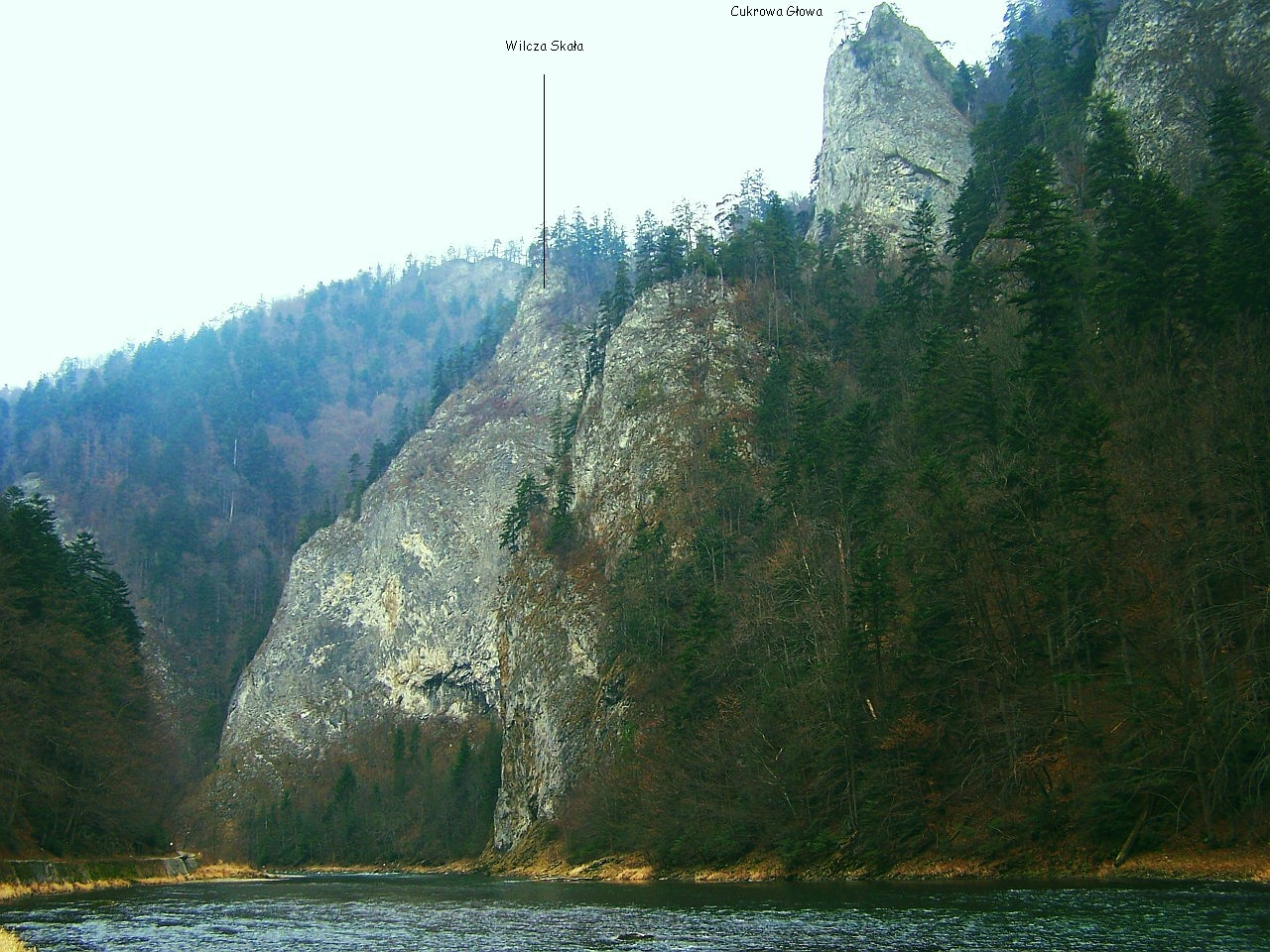
Widok z Drogi Pienińskiej

Wilcza Skała – turnia w Pieninach o wysokości około 610 m n.p.m. Znajduje się pomiędzy Sokolicą a Dunajcem, do którego opada urwistą ścianą o wysokości około 150 m. Powyżej nad Wilczą Skałą, a pod Sokolicą, wznosi się jeszcze jedna turnia – ostro zakończona Głowa Cukru (skalna iglica). Pomiędzy tymi dwoma turniami znajduje się tzw. Wilczy Skok lub Wilczy Spad – głęboka depresja będąca miniaturową dolinką wisząca. Jej nazwa według podań góralskich pochodzi od tego, że wilk goniący sarnę z rozpędu wraz z nią spadł do mającego około 60 m wysokości urwiska, jakim jest podcięta ta dolinka. Od Wilczego Spadu z kolei pochodzi nazwa Wilczej Skały.
Pod Wilczą Skałą z Przechodków Wielkich do doliny Pienińskiego Potoku prowadził dawniej szlak turystyczny zwany Skalną Percią. W skale nad wodą zamontowane były haki umożliwiające przejście tego trudnego odcinka. Po utworzeniu Pienińskiego Parku Narodowego szlak został zamknięty. Obecnie jest to obszar ochrony ścisłej.
Znajduje się w Pienińskim Parku Narodowym w granicach Krościenka nad Dunajcem, w województwie małopolskim, w powiecie nowotarskim.